# Ettore Majorana
Ettore Majorana (5. srpna 1906 – zmizel 25. března 1938, zemřel pravděpodobně po roce 1959 ) byl italský teoretický fyzik, který pracoval v oblasti neutrinové fyziky. Dne 25. března 1938 zmizel za záhadných okolností, při plavbě trajektem z Palerma do Neapole. Formuloval Majoranovu rovnici a teoretizoval Majoranův fermion. V roce 2006 byla založena Majoranova cena.

## Raný život a vzdělání
Narodil se v roce 1906 v Catanii na Sicílii. Jeho strýc Quirino byl rovněž fyzikem. Majorana již v mladém věku prokázal své nadání na matematiku a fyziku. Studovat začal v roce 1923, vybral si strojírenství. O 5 let později ho však jeho přítel Emilio Gino Segrè přivedl do týmu fyziků, který vedl Enrico Fermi.

## Vědecká kariéra

### Počátek vědecké kariéry
V roce 1928 napsal spolu s Giovannim Gentilem ml. svou první fyzikální práci, která se týkala atomové spektroskopie. Šlo o jednu z prvních kvantitativních aplikací Fermiho statistického modelu atomové struktury (nyní známého jako Fermiho-Thomasův model).
Majorana a Gentile provedli výpočty v rámci Fermiho modelu, které souhlasily s pozorovanými hodnotami elektronových energií prvků gadolinia a uranu.
V roce 1929 získal akademický titul laurea na univerzitě La Sapienza. O dva roky později vydal knihu o autoionizaci (termín vymyslel Pierre Auger) v atomových spektrech.
Rok 1932 byl pro Majoranu velmi úspěšný. Nejprve vydal práci, která se zabývá otázkou chování uspořádaných atomů v časově proměnném magnetickém poli, na stejné otázce pracovali ve stejné době i jiní fyzikové, zejména známý experimentátor Isidor Isaac Rabi, a tyto výzkumy vedly k rozvoji radiofrekvenční spektroskopie.
Následně publikoval práci věnující se relativistické teorii částic s libovolnou vlastní hybností, v níž rozpracoval a aplikoval nekonečné trojrozměrné reprezentace Lorentzových grup a položil základ pro hmotnostní spektrum elementárních částic.
Správně interpretoval výsledky manželů Frederica Curieho a Irene Joliot-Curieové, kteří prokázali nutnost existence nové částice. Majorana přišel na to, že jde o částici zhruba stejně hmotnou jako proton, jen elektricky neutrální. Nicméně své výsledky, i přes urgenci Fermiho, nepublikoval. James Chadwick později téhož roku skutečně tuto částici detekoval a nazval ji neutron. Za tento objev získal Chadwick Nobelovu cenu.
Dále Majorana objevil relativistickou rovnici nazývanou později po něm, která předpovídá existenci kvazičástic, které jsou svými vlastními antičásticemi a která známe jako Majoranovy fermiony. Tyto byly potvrzeny v roce 2012 a mohou vést k lepšímu pochopení kvantové mechaniky, spekuluje se i o tom, že zodpovídají za chybějící hmotu ve vesmíru. Jisté objevy Marojanových částic ale lze interpretovat i jinak.

### Pobyt v Německu, nemoc a izolace
V roce 1933 na žádost Fermiho Majorana opustil Itálii a dostal se do Německa, kde se jeho kolegou a přítelem stal Werner Heisenberg,  navštívil i Kodaň kde se setkal s Nielsem Bohrem.
Na podzim téhož roku se nemocný Majorana vrátil do Říma, měl zánět žaludku a byl nervově vyčerpán, téměř na 4 roky přestal publikovat. V této době se zabýval geofyzikou, elektrotechnikou a matematickou relativitou.
Teprve roku 1937 vydal další práci o symetrické teorii elektronů a pozitronů. A současně se stal řádným profesorem na Università degli Studi di Napoli Federico II.

### Práce na hmotnosti neutrin
V roce 1937 době se také začal zajímat o problematiku hmotnosti neutrin a gravitačních vln, což jsou i na počátku 21. století stále aktuální témata.

## Zmizení
Jeho nadějná kariéra však byla náhle přerušena, když v březnu 1938 během plavby z Palerma do Neapole beze stopy záhadně zmizel. Jeho tělo nebylo nikdy nalezeno, příčina zmizení a smrti je neznámá. Před svou plavbou údajně vybral všechny peníze ze svého bankovního účtu. Není ani znám přesný důvod jeho cesty do Palerma, snad mohl chtít navštívit svého přítele Emila Segrèho, ten byl ale v té době v Kalifornii, což Majorana věděl.
Existuje řada hypotéz o důvodu jeho zmizení:
- Sebevražda – Tuto hypotézu prosazovali jeho kolegové Emilio Segrè a Edoardo Amaldi.
- Útěk do Argentiny – Tuto možnost navrhli Erasmo Recami a Carlo Artemi, kteří se detailně zabývali Majoranovým potenciálním útěkem a životem v emigraci.
- Odchod do kláštera – Touto možností se zabýval italský spisovatel Leonardo Sciascia v próze Zmizení Ettora Majorany (do češtiny přeložil Jiří Pelán, vydalo nakladatelství Triáda 2016[9]).
- Únos či zabití za účelem zabránění jeho účasti na vývoji atomové bomby.

Proběhlo několik vyšetřování Majoranova zmizení, avšak všechny byly bezvýsledné. Případ byl znovuotevřen v březnu roku 2011, kdy došlo k výslechu nového svědka, který se měl údajně setkat s Majoranou v Buenos Aires někdy po skončení druhé světové války. V červnu bylo v italských sdělovacích prostředních uvedeno, že členové bezpečnostní složky Karabiníků analyzovali fotografii muže, který přijel do Argentiny v roce 1955. Byla shledána podobnost s Majoranou.
Italské úřady uvedly v prohlášení z února 2015, že podle nových důkazů byl Majorana prokazatelně naživu mezi lety 1955 a 1959 a žil ve venezuelském městě Valencia. Vyšetřování tedy bylo prohlášeno za oficiálně uzávřené s tím, že Majoranovo zmizení bylo zřejmě jeho osobní dobrovolnou volbou.

## Ocenění
Po Majoranovi bylo pojmenováno:
- částice majoron
- mezinárodní vědecké konferenční centrum v sicilském Erice[14]